# Taake
Taake (von tåke, norw. ‚Nebel‘) ist eine norwegische Black-Metal-Band aus Bergen. Sänger Ørjan Stedjeberg, Künstlername „Hoest“ (von høst, norw. ‚Herbst‘), ist das einzige dauerhafte Mitglied der Band.

## Bandgeschichte
Zunächst trug die Anfang 1993 gegründete Band den Namen Thule, bevor Sänger Hoest sie 1995 in Taake umbenannte. Er hoffte, dieser Name würde den Geist der Liedtexte widerspiegeln, die in einem alten norwegischen Dialekt und einer Stabreimform verfasst wurden und vor allem die Natur Norwegens behandeln. Zugleich sei der Name, so Hoest, ein Tribut an den Nebel, welcher stets die Berge in seiner Heimatstadt Bergen umgibt.
Das zweite Album der Band, Over bjoergvin graater himmerik, sorgte durch den teilweisen Einsatz genre-unüblicher Mittel (etwa die Maultrommel) sowie einen allgemein progressiveren Anstrich für Aufsehen. Auf dem dritten Album der Band, Hordaland doedskvad, kam es zu Gastauftritten von anderen Künstlern, etwa Nattefrost und Nordavind von Carpathian Forest. Nach dem Album legte Hoest die Band zeitweise auf Eis und spielte unter anderem in der Black-Metal-Band Ragnarok.
Im September 2008 endeten die Aufnahmen für das vierte Album Taake, welches Ende des Jahres veröffentlicht wurde.

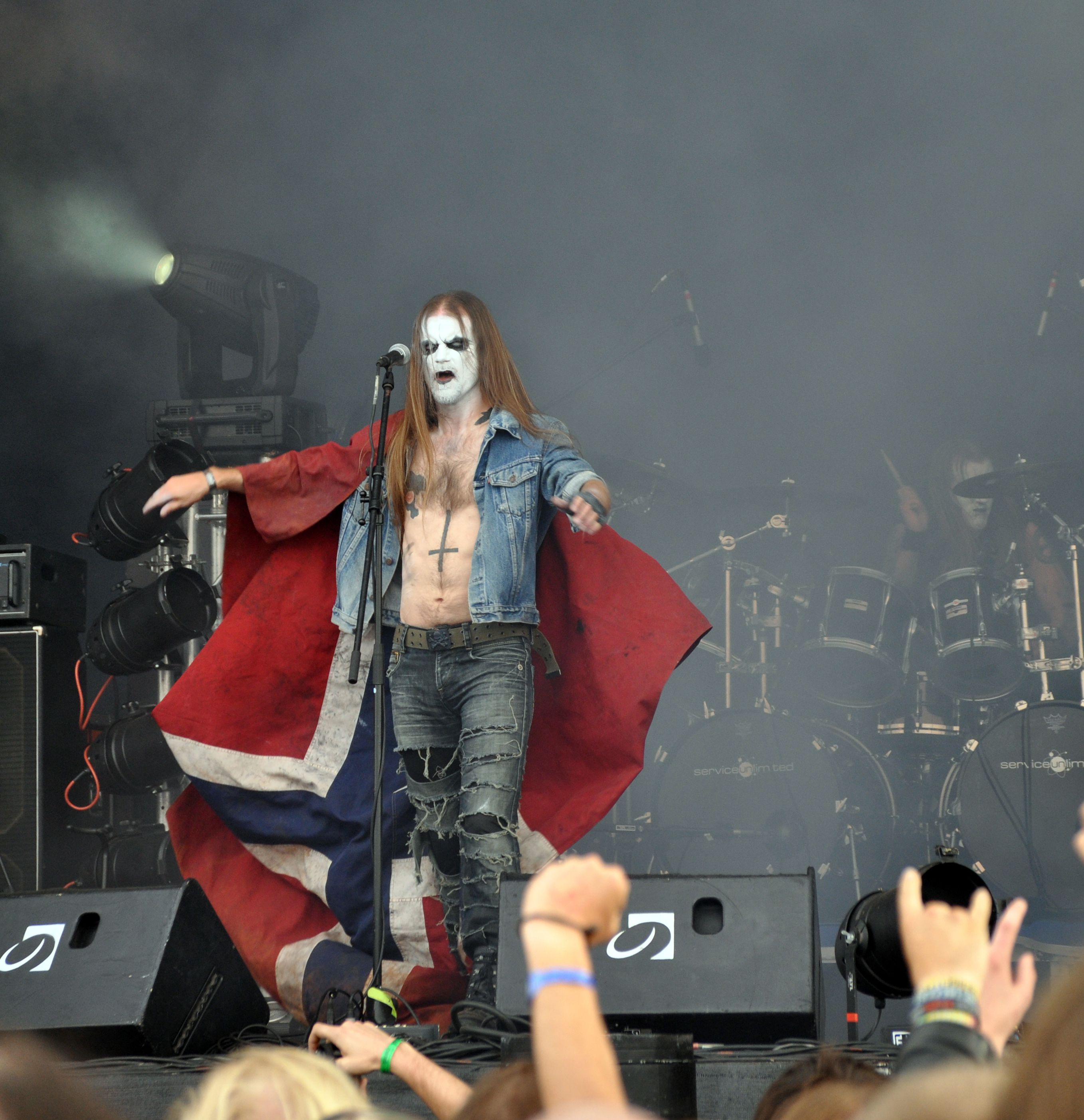
Taake auf dem Party.San Open Air 2011

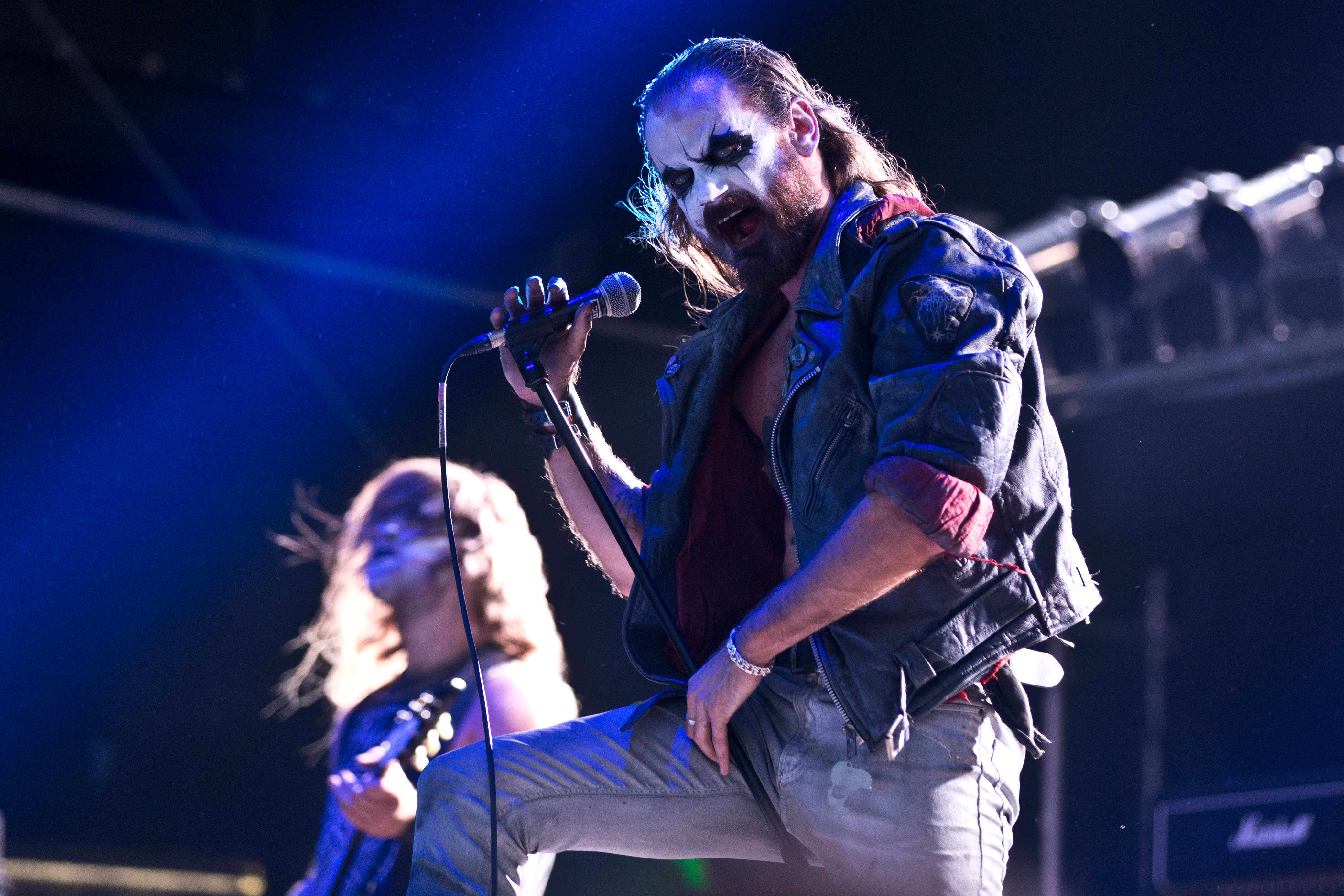
Taake auf dem Party.San Open Air 2016

2011 erschien das Album Noregs vaapen, auf dem Nocturno Culto von Darkthrone, Attila Csihar von Mayhem, Demonaz von Immortal, Bjørnar Nilsen von Vulture Industries, Lava von Amok und Skagg von Gaahlskagg als Gastmusiker mitwirkten.

## Musikstil
Hoest versucht, bei Taake eine Balance zwischen Elementen des norwegischen Black Metal, 1980er-Jahre-Black-Thrash und nordischem Folk zu erreichen. Außerdem versucht er, seine eigenen progressiven Ideen einzubringen, um Taake eine eigene Identität zu verleihen, ohne dabei zu sehr aus dem traditionellen Black-Metal-Rahmen zu fallen.

## Texte und Ideologie
Das Konzeptalbum Nattestid ser porten vid handelt, wie im Titel des Albums angedeutet, von der Nacht und Over bjoergvin graater himmerik vom Tod. Die ersten drei Alben Nattestid ser porten vid, Over bjoergvin graater himmerik und Hordalands doedskvad, die im selben Zeitraum entstanden, ähneln sich daher musikalisch und textlich und sind durch die Themen Tod, Norwegen und Teufel im Menschen miteinander verbunden.
Hoest ist nach eigenen Angaben „zum Großteil“ an Ásatrú interessiert und fühlt sich „dem nordischen Götterglauben verbunden […]. So wie es auch in den norwegischen Volksliedern zum Ausdruck kommt.“ Er möchte sich jedoch „nicht selbst in irgend ein ideologisches Spektrum einordnen“; er sei nur er selbst und „bestrebt, meine Ansichten der Welt kund zu tun. Ich möchte mich durch meine Musik ausdrücken.“ Er gab jedoch auch an, an keine Götter zu glauben und nicht religiös zu sein.

## Kontroversen
Am 20. März 2007 trat Hoest im Essener Club Turock mit einem auf die Brust gemalten Hakenkreuz auf, bespuckte und bewarf das Publikum mit Glasflaschen und glimmenden Zigaretten. Das Konzert wurde zu Ende gespielt. Als Konsequenz wurden alle Festivalauftritte der Band in Deutschland seitens der Veranstalter abgesagt.
Auf der offiziellen Website äußerte sich Hoest zu den Ereignissen und beteuerte, dass Taake keine Band mit nationalsozialistischem Gedankengut sei, sondern das Konzept der Band auf Provokation aufbaue. Er beschimpfte jedoch den Clubbesitzer anschließend als „Untermenschen“.
In einem Statement im Metal Hammer (Ausgabe vom Dezember 2008) beteuerte Hoest, in keiner Weise rechtsradikalem Gedankengut anzuhängen. Hoest wurde mit folgenden Worten zitiert: „Es gibt üble Missverständnisse über mich und meine Band Taake, an denen ich zum Teil selbst schuld bin und die ich ausräumen möchte. […] Ich hatte nicht mit derart gravierenden Folgen und heftigen Reaktionen gerechnet. […] Ich habe niemals Kontakt zur rechtsradikalen Black-Metal Szene unterhalten oder mich auch nur dafür interessiert. Erst als ich plötzlich dort reingesteckt wurde, wurde mir das Problem bewusst. Mit dieser Szene will ich nichts zu tun haben.“
Ein Auftritt auf dem norwegischen Karmøygeddon Festival im April 2008 wurde Taake zufolge abgesagt, da die Essener Thrash-Metal-Band Kreator Druck auf den Veranstalter ausgeübt hätte.
Hoest musste bisher, darunter in den Jahren 2006 und 2007, drei Gefängnisstrafen wegen Gewaltverbrechen absitzen. Ebenfalls verurteilt wurde 2006 der ehemalige Gitarrist C. Corax, der auf diversen Alben aushalf.

## Diskografie

### Demos
- 1993: Der vinterstormene raste als Thule (MC; Mosegrodd Productions)
- 1994: Omfavnet av svarte vinger als Thule (MC; Mosegrodd Productions)
- 1995: Manndaudsvinter (MC; Mosegrodd Productions)

### Studioalben
- 1999: Nattestid ser porten vid (CD/LP/MC; Wounded Love Records / Avantgarde Music)
- 2002: Over bjoergvin graater himmerik (CD/LP/MC; Wounded Love Records / Avantgarde Music)
- 2005: Hordalands doedskvad (CD/CDR/MC/LP; Dark Essence Records / Karisma Records)
- 2008: Taake (CD/2xLP/MC; Svartekunst Produksjoner, Dark Essence Records / Karisma Records)
- 2011: Noregs Vaapen (CD/2xLP/MC; Svartekunst Produksjoner, Dark Essence Records / Karisma Records)
- 2014: Stridens Hus (CD/LP/MC; Svartekunst Produksjoner, Dark Essence Records / Karisma Records)
- 2017: Kong Vinter (CD/2xLP/MC; Svartekunst Produksjoner, Dark Essence Records / Karisma Records)
- 2023: Et Hav Av Avstand

### EPs
- 1996: Koldbrann i Jesu marg (7″; Mosegrodd Productions, Wounded Love Records)
- 2007: Nekro (CD; Karisma Records)
- 2007: Svartekunst (7″; Dark Essence Records / Karisma Records)
- 2011: Kveld (CD/12″; Svartekunst Produksjoner)
- 2014: Kulde (CD/12″; Svartekunst Produksjoner)
- 2017: Baktanker (CD/12″; Svartekunst Produksjoner)

### Splits
- 2002: Sadistic Attack / Nordens doedsengel (Ranch Apocalypse Revisited) mit Amok (10″; Perverted Taste)
- 2006: Dra til helvete! / Restart the Night! mit Gigantomachy (10″; Agonia Records / Wydawnictwo Agonia)
- 2006: Men of Eight / Lagnonector mit Vidsyn (10″; Agonia Records / Wydawnictwo Agonia)
- 2011: Swine of Hades mit Sigh, The Meads of Asphodel und Thus Defiled (CD; Godreah Records)
- 2020: Pakt mit Whoredom Rife (10″-Vinyl, Terratur Possessions; MC, Cloven Hoof Brewing & Releasing)
- 2020: Jaertegn mit Deathcult (10″-Vinyl/MC, Edged Circle Productions)
- 2021: Henholdsvis mit Helheim (10″-Vinyl, Dark Essence Records)

### Beiträge an Tribut-Veröffentlichungen
- 2005: Lamb (Original: VON) auf A Norwegian Hail to VON mit Norwegian Evil, Amok und Urgehal (2×7″; Holycaust Records)

### Kompilationen
- 2004: Helnorsk svartmetall (CD/LP/MC; Perverted Taste)
- 2013: Gravkamre, Kroner og Troner (2xCD; Svartekunst Produksjoner, Dark Essence Records / Karisma Records)
- 2021: Avvik (CD; Dark Essence Records / Karisma Records)

### Boxsets
- 2004: The Box (3xLP; Perverted Taste)
- 2018: 7 Fjell (7xLP; Dark Essence Records / Karisma Records)

### Musikvideos
- 2008: Umenneske
- 2011: Nordbundet (Regie/Produktion: Torgeir Ness Sundli)